# デカノイルアセトアルデヒド
デカノイルアセトアルデヒド（ハルタニアン、decanoyl acetaldehyde、Hartanian）は、アルデヒドの一種である脂肪族アルデヒドである。
関連
ドクダミ